# Richard Diamond, Privatdetektiv
Richard Diamond, Privatdetektiv ist eine US-amerikanische Krimireihe, die von 1949 bis 1953 als Hörspiel im Radio lief und von 1957 bis 1960 als Fernsehserie produziert wurde.
Die Serie ist dem Genre Film Noir zuzuordnen.
Zwischen 2007 und 2008 sowie 2011 wurde die Serie vom Label Lauscherlounge als deutschsprachiges Hörspiel produziert und veröffentlicht.

## Hörspiele
In der amerikanischen Hörspielreihe spricht Dick Powell den Protagonisten in ca. 157 Episoden mit einer Laufzeit von ca. 30 Minuten, dessen Aufnahmen teilweise als verschollen gelten. Die Dialogbücher hingegen existieren noch. Da Powell teilweise als Sänger in Musicals aktiv war, kam es zu dem Running Gag, dass Richard Diamond am Ende vieler Episoden seiner Freundin etwas vorsang.
In den Jahren 2007 und 2008 wurden zwölf Episoden ins deutsche übersetzt und jeweils zwei Episoden auf insgesamt sechs CDs herausgebracht. Fünf dieser Episoden gelten im amerikanischen Original als verschollen. 2011 konnte mittels Crowdfunding die Produktion zwei weiterer Folgen gesichert werden.
| Nr. | Titel                | Original-Titel (Folge)      |
| --- | -------------------- | --------------------------- |
| 1   | Die schwarze Puppe   | The Black Doll (138)        |
| 2   | Der braune Umschlag  | The brown Envelope (112)    |
| 3   | Der Fall Ed Lloyd    | The Ed Lloyd Case (140)     |
| 4   | Der Mordauftrag      | Danny Denver (95)           |
| 5   | Der Mord am Barbier  | Barber Shop Case (134)      |
| 6   | Der Gibson Fall      | Gibson Murder Case (24)     |
| 7   | Die rote Rose        | The Red Rose (85)           |
| 8   | Der Karussell-Fall   | Merry Go Round Case (116)   |
| 9   | Der graue Mann       | The Grey Man (83)           |
| 10  | Gute Nacht, Nocturne | Goodnight to Nocturne (111) |
| 11  | Der Nachtclub-Fall   | The Lynn Knight Case (16)   |
| 12  | Mr. Walkers Problem  | Mr. Walker’s Problem (128)  |
| 13  | Der Fall Caspary     |                             |
| 14  | Der Metzgerladen     | The Butcher Shop            |

### Wichtige Rollen und deren Sprecher
| Rolle           | Sprecher         |
| --------------- | ---------------- |
| Richard Diamond | Tobias Kluckert  |
| Helen Asher     | Ranja Bonalana   |
| Walt Levinson   | Detlef Bierstedt |
| Frazer          | Oliver Rohrbeck  |

## Fernsehserie
In der Fernsehserie wurde der smarte Privatdetektiv von David Janssen dargestellt. Seine Sekretärin Sam, die nur von der Hüfte abwärts gezeigt wurde, um ihre Beine zu zeigen, wurde von Mary Tyler Moore gespielt. Im Laufe der Serie ist der Handlungsort von New York City nach Los Angeles verlegt worden. Die Serie bestand aus 77 Episoden zu jeweils 30 Minuten. Bei einer Wiederaufführung wurde die Serie aus Rechtsgründen umbenannt in Call Mr. D.